# Palacio Salvo
Palacio Salvo - budynek w Montevideo, stolicy Urugwaju, stanowiący siedzibę władz lokalnych. Zlokalizowany jest przy na skrzyżowaniu głównej ulicy miasta Avenida 18 de Julio i Plaza Independecia w barrio Ciudad Veja. Zaprojektowany został przez włoskiego architekta Mario Palanti'ego żyjącego na emigracji w Buenos Aires, który wykorzystał podobny projekt do swojego Palacio Barolo w tym mieście.
Oficjalne oddanie do użytku budynku miało miejsce 12 października 1928 roku. Został wybudowany w miejscu gdzie poprzednio stała Confiteria La Giralda, gdzie Gerardo Matos Rodríguez napisał tango La Cumparsita.

## Galeria

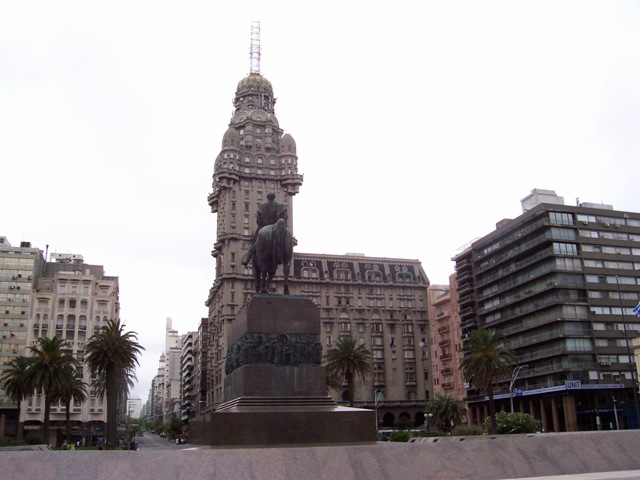
Palacio Salvo
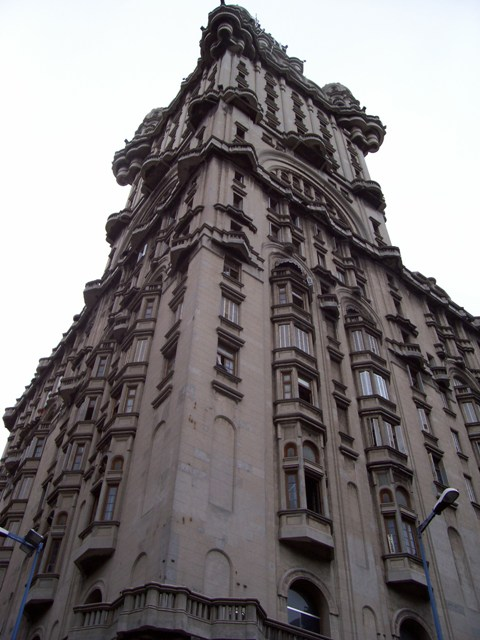
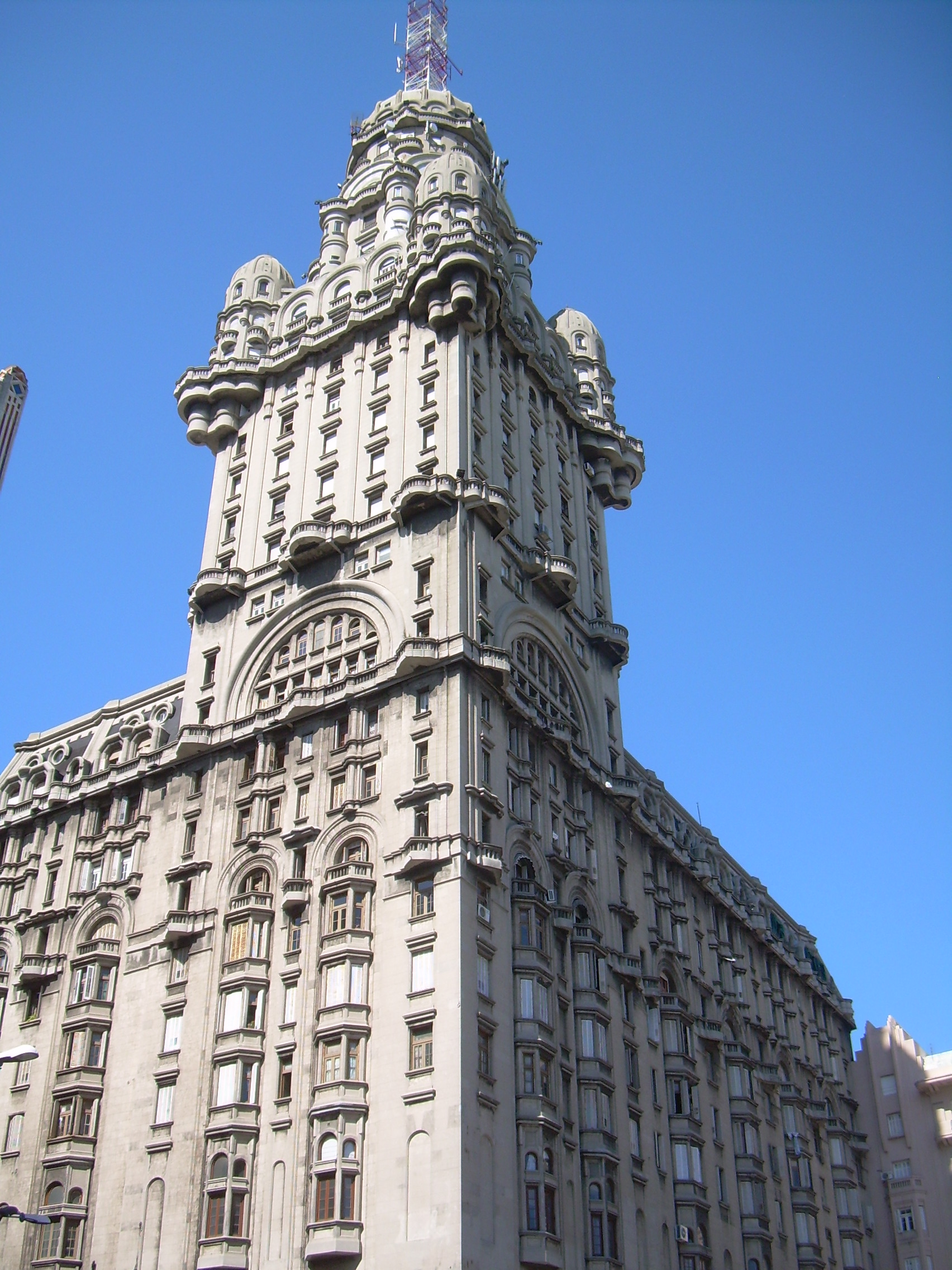